# A Summer of Covers
A Summer of Covers es el segundo EP de Our Last Night lanzado el 19 de septiembre de 2013 a través de muthutdigital.com.

## Lista de canciones
Toda la música compuesta por Our Last Night.
1. Stay – 3:35
2. Mirrors – 5:02
3. Radioactive – 3:24
4. Clarity – 3:25

## Créditos

### Our Last Night
- Trevor Wentworth - vocalista
- Matt Wentworth - vocalista, guitarra líder
- Alex "Woody" Woodrow - bajo
- Tim Molloy - batería

- Datos: Q47362603